# Jürgen Billmann
Jürgen Billmann (* 21. Dezember 1942; † 3. März 2013) war ein deutscher Fußballspieler. Er absolvierte für den 1. FC Nürnberg von 1963 bis 1966 in der Fußball-Bundesliga 13 Spiele und erzielte ein Tor. Sein Vater ist der deutsche Nationalspieler Willi Billmann.

## Karriere
Billmann begann mit dem Fußballspielen in der Jugendabteilung des TSV Johannis 1883. 1955 wechselte er zum 1. FC Nürnberg. 1961 macht er den Sprung zu den Amateuren des Clubs, ein Jahr später zu den Profis. Nach einem Jahr in der Oberliga und drei Jahren in der Bundesliga wechselte er in die Regionalliga Süd zur SpVgg Fürth. Bei den Fürthern blieb er ein Jahr, im Anschluss folgten zwei Jahre beim Freiburger FC, bevor er zum Club zurückkehrte und zwei weitere Jahre in der Regionalliga spielte.
Im ersten Jahr der Fußball-Bundesliga, 1963/64, debütierte Billmann unter Trainer Jenö Csaknady am 8. Februar 1964 beim 1:0-Auswärtserfolg bei Preußen Münster in der Lizenzspielerelf des Clubs. Mit Roland Wabra (Torhüter) sowie den Feldspielern Paul Derbfuß, Fritz Popp, Horst Leupold und Stefan Reisch bildete er dabei die Defensive. In seiner Saison beim Lokalrivalen, der SpVgg Fürth, 1966/67, kam er unter Trainer Robert Gebhardt auf 22 Regionalligaeinsätze und erzielte zwei Tore. Billmann debütierte am 20. August 1966 beim 3:1-Heimerfolg gegen den VfR Mannheim in der damals zweitklassigen Fußball-Regionalliga Süd. Mit Klaus Slatina und Robert Ehrlinger bildete er im damals üblichen WM-System die Läuferreihe. Die „Kleeblatt-Elf“ belegte mit zwei Punkten Rückstand zu Meister Kickers Offenbach und dem Vize Bayern Hof den dritten Rang im Süden und stellte mit Mittelstürmer Bernd Windhausen (31 Tore) den Torschützenkönig der Liga.
In seiner ersten Saison beim Freiburger FC, 1967/68, erlebte Billmann unter Trainer Fred Hoffmann und Mitspielern wie Werner Anzill, Karl-Heinz Bente, Gert Fröhlich, Jürgen Gensheimer, Günter von de Fenn und Helmut Siebert einen Start mit 0:12 Punkten. Die Elf vom Möslestadion belegte am Rundenende aber den neunten Rang und Billmann hatte dazu in 23 Einsätzen auch mit sechs Toren beigetragen. Mit dem neuen Trainer Bernd Oles ging es für Billmann und Kollegen 1968/69 in der Tabelle deutlich nach vorne. Der 4:1-Erfolg am Schlusstag, den 11. Mai 1969, gegen den SSV Reutlingen, brachte dem FFC punktgleich mit Meister Karlsruher SC die Vizemeisterschaft und damit den Einzug in die Bundesligaaufstiegsrunde ein. Das Heimspiel gegen den KSC brachte im Oktober 1968 ein 3:3-Remis; beim Rückspiel am 2. März 1969 im Karlsruher Wildparkstadion vor 32.000 Zuschauern, setzten sich Billmann und seine Mannschaftskameraden mit einem 2:1-Erfolg durch. Der Mann aus Franken bestritt 27 Rundenspiele und traf drei Mal in das gegnerische Tor.
In der Aufstiegsrunde zur Bundesliga traf Billmann mit dem FFC auf die Konkurrenten Hertha Zehlendorf, Rot-Weiß Oberhausen, VfB Lübeck und den pfälzischen Dorfverein SV Alsenborn. Freiburg eröffnete am 24. Mai die Gruppenspiele mit einem 3:2-Erfolg in Berlin gegen das Team um Uwe Kliemann und Wolfgang Sühnholz. Nach dem 3:1-Heimerfolg gegen den Meister der Westregionalliga, Rot-Weiß Oberhausen und dem folgenden 2:1-Auswärtserfolg in Lübeck schien sich eine Überraschung anzubahnen. Zwei Niederlagen gegen das von Lorenz Horr angeführte Team aus Alsenborn ergaben vor dem abschließenden Spiel am 25. Juni in Oberhausen einen Punktgleichstand zwischen RWO und dem FFC, mit Vorteilen für die Elf vom Niederrhein im Torverhältnis. Vor 32.000 Zuschauern endete die Begegnung torlos 0:0 und Oberhausen stieg damit in die Bundesliga auf. Billmann hatte alle acht Spiele absolviert und zwei Tore erzielt, darunter den Siegtreffer zum 1:0-Heimsieg gegen Zehlendorf.
Jetzt zog es ihn wieder in seine Heimat, er schloss sich zur Runde 1969/70 wieder dem 1. FC Nürnberg in der Regionalliga Süd an. Sportlich machte sich die Heimkehr aber nicht bezahlt. Billmann kam in zwei Runden beim „Club“ lediglich zu sechs Einsätzen und beendete im Sommer 1971 seine höherklassige Laufbahn.